# I Festival Internacional del Cine de San Sebastián
El que en su momento se denominó I Festival Internacional del Cine de San Sebastián está considerado hoy como la II edición del Festival Internacional de Cine de San Sebastián. Se celebró en la capital guipuzcoana entre los días 24 y 31 de julio de 1954. Tuvo por primera vez el reconocimiento de la Federación Internacional de Asociaciones de Productores Cinematográficos (FIAPF) como festival de categoría «B» no competitivo. Por ese motivo se entregaron tan solo unos premios oficiosos a los que únicamente podían optar las películas españolas. La entusiasta organización privada que había puesto en marcha la 1ª Semana Internacional del Cine de San Sebastián el año anterior fue sustituida por otra oficial, formada por el Sindicato Nacional del Espectáculo y la Dirección General de Cinematografía.

## Organización
En 1953 un grupo de empresarios locales había organizado con éxito la 1.ª Semana Internacional del Cine de San Sebastián. Los ciudadanos y los medios de comunicación donostiarras deseaban que esos mismos organizadores recibieran el apoyo público para organizar una segunda edición. Sin embargo, a los dos meses de la finalización de la Semana no había noticias al respecto.
La FIAPF celebró una reunión en Londres el 30 de noviembre y 1 de diciembre. Uno de sus vicepresidentes era el productor español Francisco Ariza; además, Miguel de Echarri era miembro del consejo jurídico. Los españoles defendieron el reconocimiento de un festival en San Sebastián el siguiente año. Pese a la oposición de franceses y alemanes, consiguieron la inclusión provisional en el calendario de 1954 de un festival internacional en la capital guipuzcoana entre los días 10 y el 20 de julio. El festival tendría categoría «B» y carácter no competitivo, lo que implicaba la ausencia de premios oficiales.
Los dos representantes españoles volvieron a España con la misión de negociar con las autoridades las condiciones impuestas por la FIAPF: la ausencia de censura y la liberalización de los derechos de importación de las películas. Poco antes de las fiestas navideñas de 1953, el alcalde Juan Pagola anunciaba a la ciudad la organización del evento.

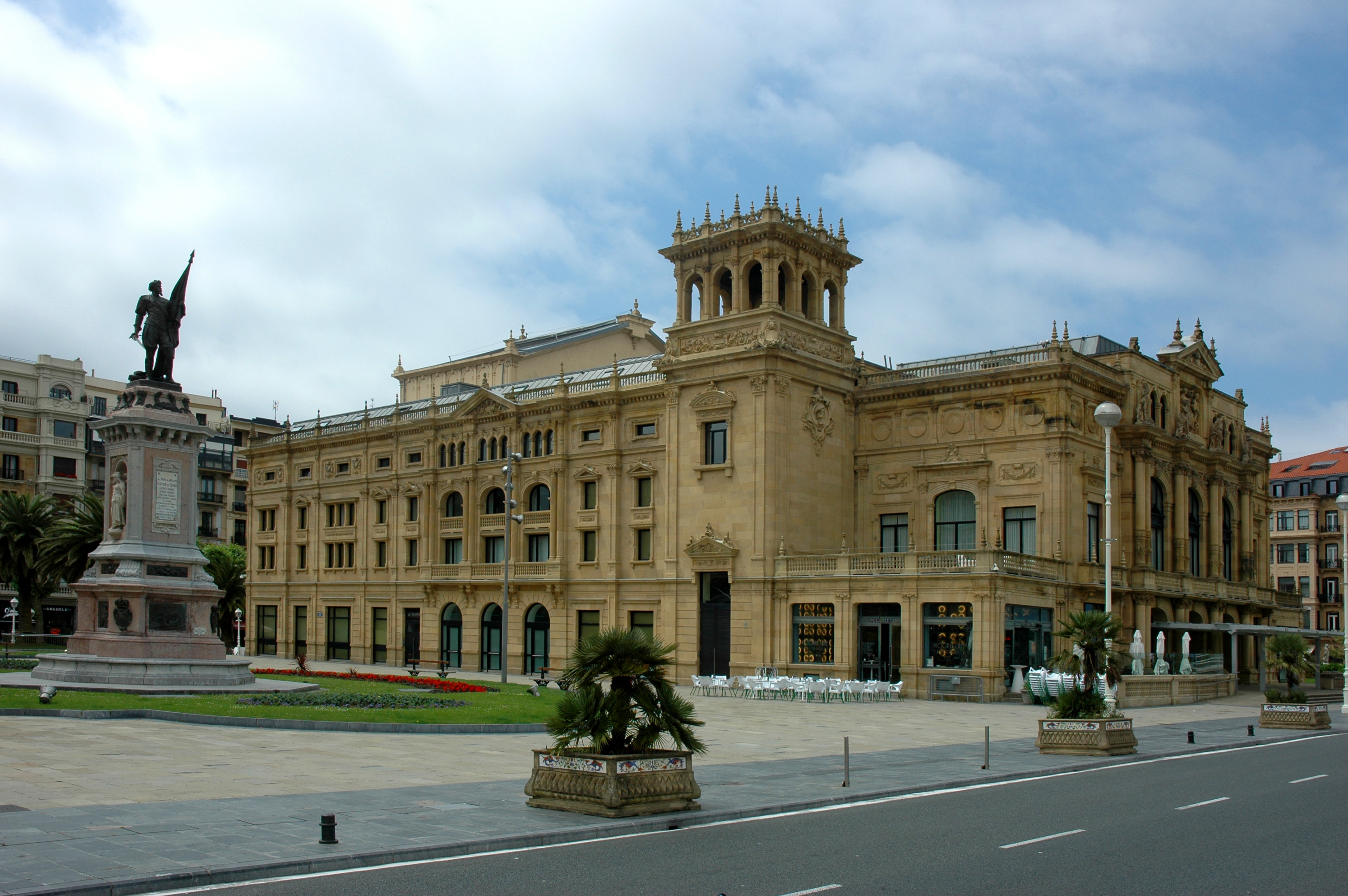
El Teatro Victoria Eugenia volvió a ser la sala de proyección.

La intención de las autoridades españolas era que el Festival tuviera una organización oficial. A mediados de enero Echarri convocó en una cafetería a los organizadores de la Semana de 1953. Allí les explicó que iban a ser el Sindicato Nacional del Espectáculo y la Dirección General de Cinematografía los organizadores del acontecimiento y que esperaba la colaboración de los presentes. Dionisio Pérez Villar se sintió muy molesto no solo por ese hecho, sino porque perdía el puesto de secretario general en favor del propio Echarri. Considerando que se le despojaba de un evento creado por él, abandonó la reunión seguido por la mayoría de sus colaboradores. Solo Francisco Aranaz-Darrás y Francisco Pilarte aceptaron seguir colaborando con el Festival.
La FIAPF exigía que las películas extranjeras proyectadas en el Festival tuvieran derecho a ser exhibidas íntegramente en toda España, que no pagaran arancel alguno ni derechos de importación y que el contrato entre productora y distribuidor fuera abonado en su integridad. El Ministerio de Comercio dirigido por Manuel Arburúa no puso objeciones a las cuestiones económicas, si bien limitándolo a una película por Estado participante. Algo más costó que el Ministerio de Información y Turismo autorizase la exhibición íntegra en todo el país ya que suponía eliminar la censura, pero finalmente se logró el objetivo. Eso sí, como aclararían posteriormente los organizadores, siempre quedaba la posibilidad de rechazar una película. A finales de mayo de 1954 los organizadores estaban pendientes de la respuesta de la FIAPF.
La FIAPF contestó positivamente, pero ya no quedaba tiempo y hubo que retrasar las fechas del Festival y acortar su duración; se celebraría del 24 al 31 de julio. Se celebró en San Sebastián una reunión de los organismos promotores y, a continuación, se informó a la prensa de las condiciones: habría sesiones de tarde y de noche en las que se proyectaría un largometraje y un cortometraje, cada país presentaría una película, las películas españolas no estarían ni en la inauguración ni en la clausura, los filmes a proyectar no debían haber sido estrenados fuera de su país de origen ni haber participado en otros festivales, las películas se exhibirían en versión original con subtítulos en español. Varias de estas condiciones serían posteriormente incumplidas. El presupuesto del Festival ascendería a un millón y medio de pesetas que serían aportados por los distintos organismos públicos implicados. Estaba prevista la participación de once países, pero luego fallaron Brasil y Suecia.
Las oficinas se instalaron esta vez en el salón de exposiciones del ayuntamiento, donde se centralizaron todos los servicios.

## Inauguración
El día 24 de julio se abrió el Festival con un acto celebrado en el ayuntamiento y presidido por el alcalde accidental Fermín Rezola debido a la ausencia por viaje del alcalde. Rezola dedicó un recuerdo especial al grupo de ciudadanos que había organizado el año anterior la 1.ª Semana Internacional del Cine de San Sebastián y ofreció un «vino de honor». También intervino Manuel Casanova, dirigente del Sindicato Nacional del Espectáculo.
Esa noche se proyectó la primera película, la española Viento del norte, en lo que supuso la primera contravención de las normas impuestas por la FIAPF. Asistieron a la misma el director Antonio Momplet y los intérpretes Maria Piazzi y Rafael Arcos. El filme no fue precedido por ningún cortometraje para dar tiempo a la celebración de una cena fría en el Club de Tenis, seguida de una fiesta en la que actuaron Marifé de Triana y su ballet y la orquesta de Kurt Dogan. Durante la noche se presentó una nueva iluminación para el Teatro Victoria Eugenia consistente en una cadena de electro-antorchas importadas de Italia
Ese mismo día se publicó Festival, órgano oficial del evento y suplemento de la revista Cine Mundo, que contenía información diaria sobre las películas que se proyectaban y demás eventos. Constaba de unas pocas páginas y se repartía de forma gratuita. En su primer ejemplar también rindió homenaje a los organizadores de la primera Semana.

## Participantes

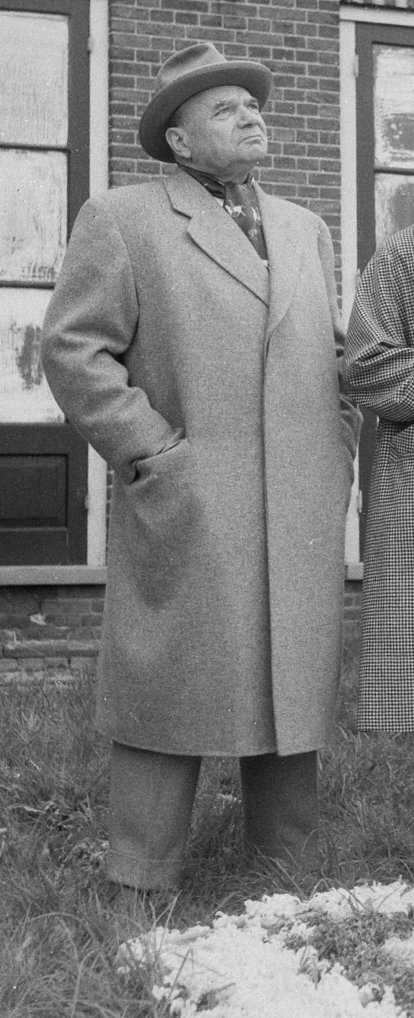
Georg Jacoby presentó Máscara azul.

### Películas
Las películas seleccionadas para su proyección fueron las siguientes:
- Cuando me vaya, de Tito Davison (México).
- El abuelo, de Román Viñoly (Argentina).
- Julietta, de Marc Allégret (Francia).
- Le grand pavois, de Jack Pinoteau (Francia).
- La oveja tiene cinco patas, de Henri Verneuil (Francia).
- Maddalena, de Augusto Genina (Italia).
- Máscara azul, de Georg Jacoby (RFA).
- The Black Shield of Falworth, de Rudolph Maté (Estados Unidos).
- The Rainbow Jacket, de Basil Dearden (Reino Unido).
- El tigre dormido, de Joseph Losey (Reino Unido).
- Weg ohne Umkehr, de Victor Vicas (RFA).
- La danza de los deseos, de Florián Rey (España).
- La patrulla, de Pedro Lazaga (España).
- Sierra maldita, de Antonio del Amo (España).
- Viento del norte, de Antonio Momplet (España).

Las cuatro últimas eran de nacionalidad española y podían optar a los premios oficiosos que otorgaría el jurado.

### Invitados

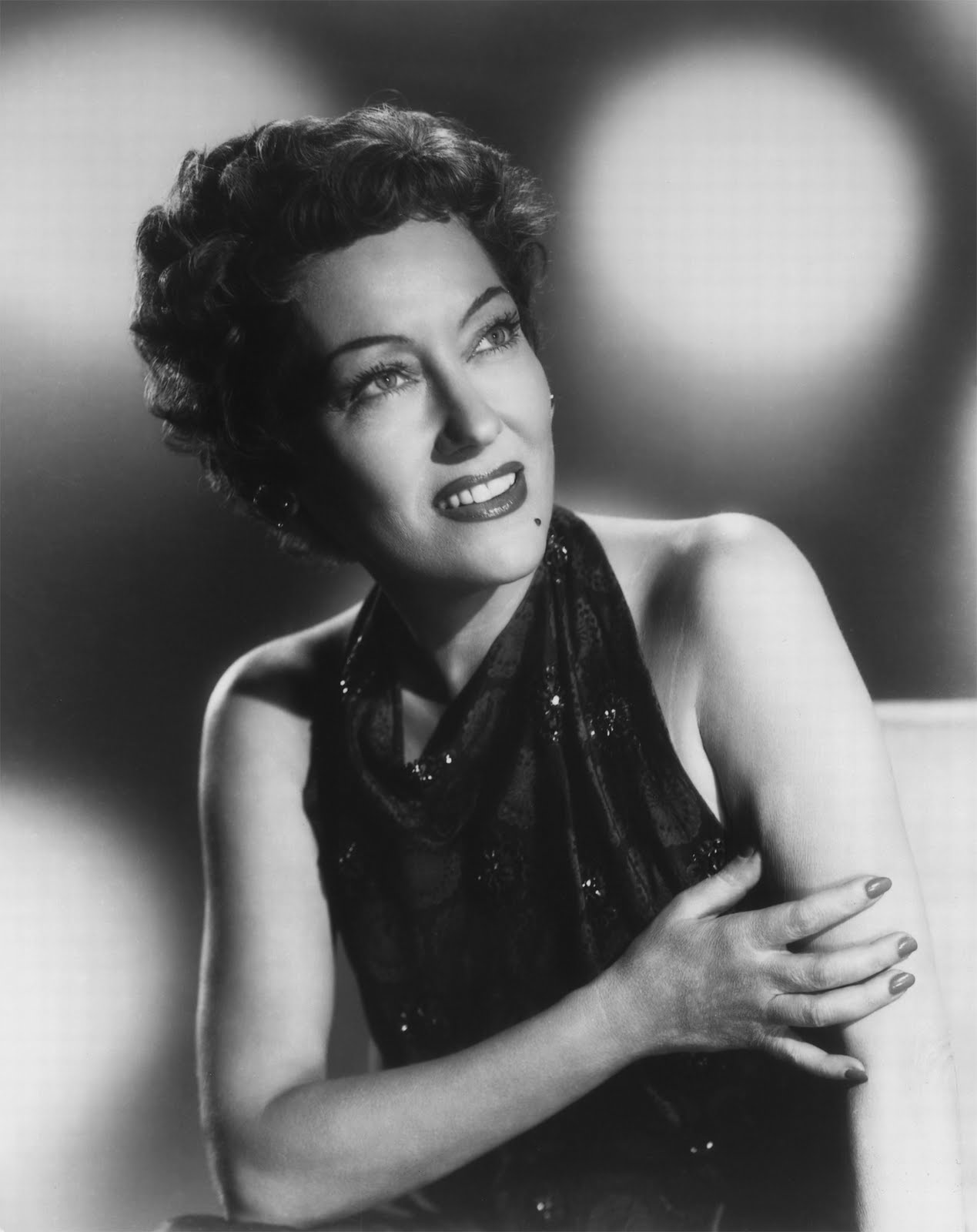
Gloria Swanson fue la presencia más destacada.

Asistieron algunas personalidades del mundo del cine. El director chileno Tito Davison presentó su película Cuando me vaya. El también director Georg Jacoby y su esposa, la actriz Marika Rökk acudieron también a presentar Máscara azul, filme dirigido por él y protagonizado por ella. También hizo acto de presencia el presidente honorario de la FIAPF, Charles Delac.
Asistió también el guionista y director italiano Ettore Giannini, autor del reciente filme Carrusel napolitano, quien buscaba documentarse acerca del folclore vasco para una nueva película. También acudió la popular actriz Amparo Rivelles.
Pero la principal invitada y primera gran estrella estadounidense en acudir al Festival fue Gloria Swanson. El público tenía reciente el recuerdo de su interpretación en Sunset Boulevard y la acogió con entusiasmo. Por su parte, la veterana actriz se comportó con gran amabilidad y profesionalidad, respondiendo a todas las preguntas que se le hacían con ayuda de un intérprete. No asistió mucho al cine y prefirió dedicarse a hacer turismo por los alrededores de San Sebastián. Antes de su despedida organizó una recepción a la que invitó a los dirigentes del Festival, personalidades y prensa. También estuvo presente la veterana actriz Lois Wilson.

## Actividades paralelas
El segundo día del festival, el domingo día 25, tuvo lugar una novillada en la que actuaron Luis Aparicio, Luis Parra «Parrita» y Victoriano Roger «Valencia» con novillos de la ganadería de Esteban Hernández Plá.
El miércoles 28 se suspendió la sesión de tarde para organizar un concurso en el Tiro de pichón. Los productores españoles ofrecieron un trofeo de plata y un premio de ocho mil pesetas al campeón. Hubo sesenta y seis participantes y el ganador recibió el galardón de manos de Lola Flores. También asistió Paquita Rico. A continuación se degustó una merienda amenizada con bailes populares vascos.
La noche del viernes 30, tras la proyección de la película The Rainbow Jacket, la delegación británica ofreció una fiesta a los asistentes.

## Jurado
El jurado que concedería los premios no oficiales estaba compuesto por las siguientes personas:
| - Marichu Mayor Lizarbe - Betty Ross - Gene Moskowitz - Luigi Gario | - Paul A. Buisine - Hervé Le Boterf - Carlos Fernández-Cuenca - Miguel Pérez Ferrero | - Francisco Echeverría - Luis Gómez Mesa - Adriano del Valle - José Sagré |

## Palmarés
Los premios oficiosos concedidos por el jurado fueron los siguientes:
- Mejor película: Sierra maldita, de Antonio del Amo.
- Mejor director: Pedro Lazaga por La patrulla.
- Mejor actriz: Marisa de Leza por La patrulla.
- Mejor actor: Enrique Diosdado por Viento del norte.
- Mención honorífica: María Francés por su interpretación en Viento del norte.
- Mención honorífica: José Guardiola por su interpretación en Sierra maldita.

También se concedió un premio a la periodista de Radio San Sebastián Petrita Tamayo, quien había actuado como presentadora durante el Festival.

## Clausura

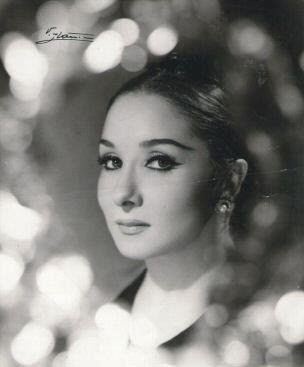
Marifé de Triana fue una de las artistas que amenizó el Festival.

El último día —sábado 31 de julio— se proyectó en el Teatro Victoria Eugenia la película española La danza de los deseos, lo que supuso un nuevo incumplimiento de las normas de la FIAPF. Estuvieron presentes el director Florián Rey, el productor Cesáreo González y los protagonistas Lola Flores y José Suárez. También se exhibieron los primeros documentales en color de NO-DO. A la sesión asistieron Carmen Polo, esposa del dictador Francisco Franco; los ministros de Asuntos Exteriores, Alberto Martín-Artajo, y de Comercio, Manuel Arburúa; el director general de Cinematografía, Joaquín Argamasilla y el jefe del Sindicato Nacional del Espectáculo, Manuel Casanova.
Después, los asistentes se trasladaron al Hotel María Cristina, donde tuvo lugar la entrega de premios y una cena de clausura. Para amenizarla, hubo un desfile de modelos y las actuaciones de Marta Ruel, Alicia Romay, Marisa de Leza y Pilar Lorengar acompañada al piano por Agustín Lara. Posteriormente, y como era habitual, siguió una sesión de baile andaluz con Lola Flores, Marujita Díaz, Carmen Sevilla y Paquita Rico.

## Valoraciones
El balance del Festival fue bastante desalentador. Las películas no tenían la calidad suficiente para integrar un festival internacional. El crítico de ABC —Donald— así lo manifestó en varias de sus crónicas, si bien elogió a la italiana Maddalena. El motivo fue que las productoras extranjeras eran sabedoras de las duras condiciones que imponía la censura franquista y optaron por enviar películas carentes de problemáticas políticas, sociales o morales que pudieran complicar su distribución en España. Cuando al productor francés André Paulvé se le comentó la baja calidad de las tres películas francesas exhibidas respondió explicando que España tenía la censura más dura del mundo y habían optado por presentar productos «seguros». 
También se recibieron críticas desde los medios periodísticos por la mala información que se les había proporcionado durante el certamen. Se había dado la circunstancia de que algunos informadores se habían enterado de la presencia de una celebridad al encontrársela por la calle o en el hotel.
Pese a todo, la FIAPF decidió dar otra oportunidad al Festival para el siguiente año, manteniendo la categoría «B» y permitiendo que tuviera carácter competitivo como certamen especializado en determinado tipo de películas.